# Hadsten (stacja kolejowa)
Hadsten (duński: Hadsten Station) – stacja kolejowa w miejscowości Hadsten, w regionie Jutlandia Środkowa, w Danii. Znajduje się na Aarhus – Aalborg.
Stacja jest zarządzana i obsługiwana przez Danske Statsbaner.

## Linie kolejowe
- Linia Aarhus – Aalborg